# エディ・ハンドコ
エディ・ハンドコ（Edhi Handoko、1960年8月28日 – 2009年2月17日）は、インドネシアの中部ジャワ州スラカルタ出身のチェス選手。1978年に最初の称号であるナショナルマスターを獲得しており、1982年にはFIDEマスター、同年さらにインターナショナルマスターとなった。1994年にはイロレーティング2520でインドネシア国内で4人目となる最高位の称号、グランドマスターとなった。
2009年2月17日、西ジャワ州のボゴールにあるチビノン病院にて心臓発作で亡くなった。48歳だった。